# Південно-Західне Онтаріо
43°30′ пн. ш. 81°00′ зх. д. / 43.5° пн. ш. 81° зх. д.

Південно-Західне Онтаріо

Південно-Західне Онтаріо (англ. Southwestern Ontario) — частина Південного Онтаріо в канадській провінції Онтаріо з центром у місті Лондон. Регіон складає територію від півострова Брюс на озері Гурон до озера Ері і від Кітченера до Віндзора. Раніше визначення області включало Гуелф і Оранжвіль, хоча недавно ці муніципалітети включено в розростаючий регіон «Золота підкова». Чимало жителів останніх двох міст пов'язані з Великим Торонто.
Територія Південно-Західного Онтаріо — 36 746 км² або 4 % загальної площі Онтаріо. Населення регіону — 3,4 мільйонів (2011) або 10 % населення Канади.

## Історія
Південно-Західне Онтаріо до 1840 року носило назву Верхня Канада.
У XIX й на початку XX століття найбільшим містом регіону був Віндзор, однак з часом він поступився своїм місцем Лондону.

### Міста

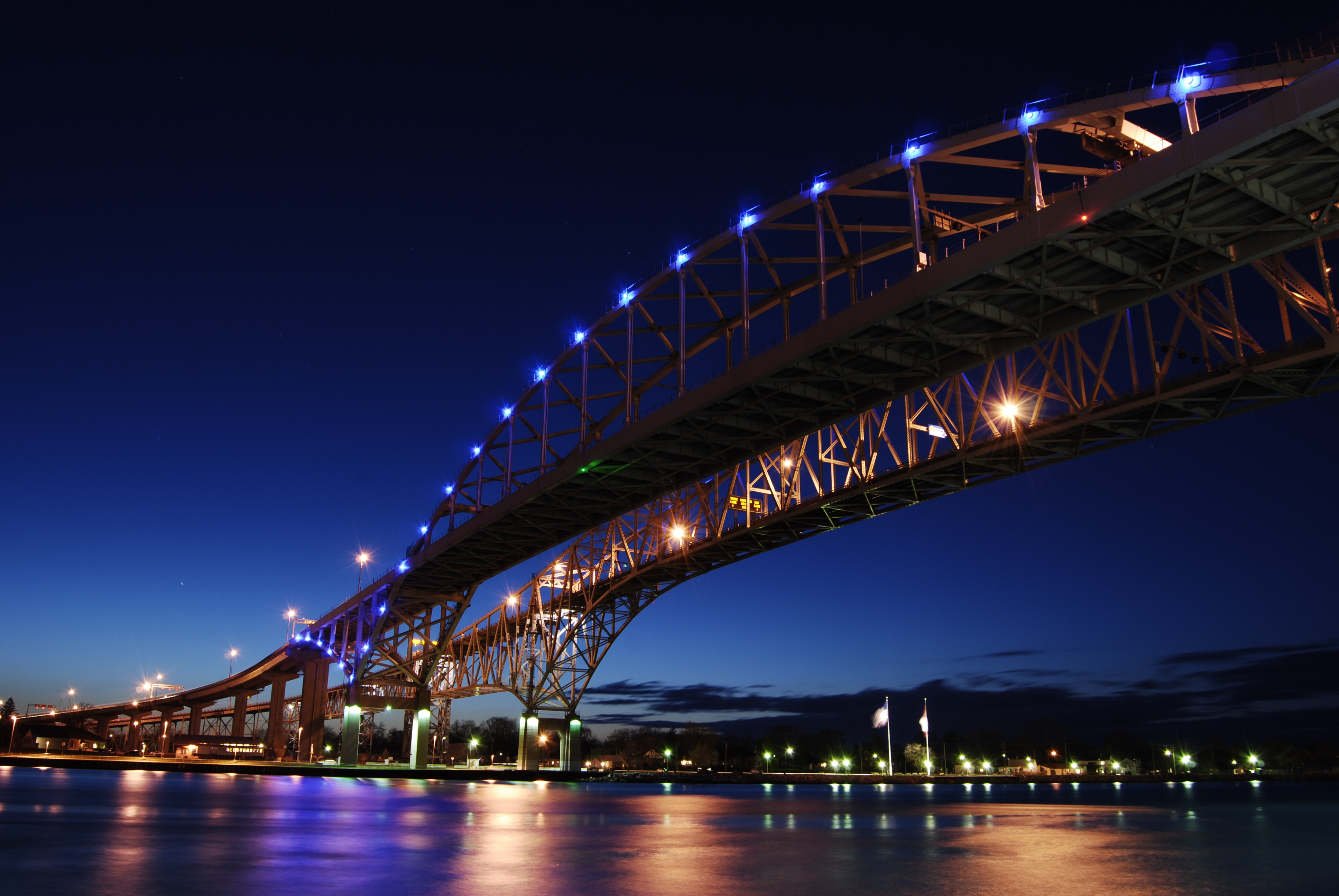
Міст Блювотер, Сарнія

Три основних центри: Лондон, Кітченер і Віндзор, — населяє близько 2.5 млн чоловік. Іншими значними містами області є Чатем, Інгерсол, Оуен-Саунд, Сарнія, Сент-Томас, Ґодрич, Стратфорд, Тілсонбург, Вудсток.

## Адміністративний поділ

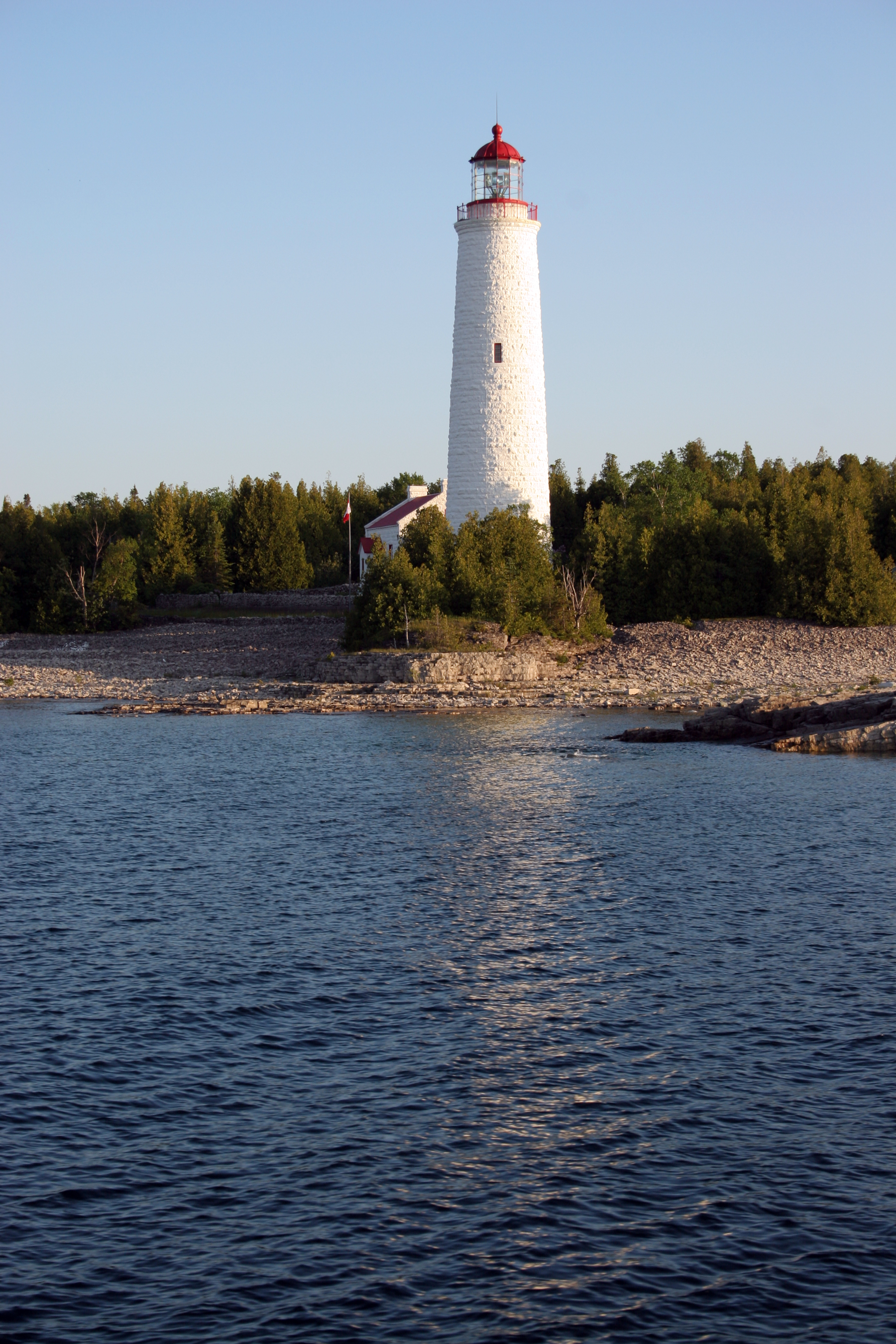
Графство Брюс.

- Графство Брант
- Графство Брюс
- Графство Ґрей
- Графство Ламбтон
- Графство Міддлесекс
- Графство Норфолк
- Графство Оксфорд
- Графство Перт
- Район Ватерло
- Графство Галдіманд
- Графство Гурон
- Четем-Кент
- Графство Елґін
- Графство Ессекс

## Географія
Півострів Брюс і узбережжя затоки Джорджіан, включно із горою Блю (англ. Blue Mountain) — частина Трикутника-Джорджіан (англ. Georgian Triangle).
Південно-Західне Онтаріо обмежене затокою Джорджіан, озером Гурон й річками Детройт й Сент-Клер та озерами Ірі й Онтаріо. Регіон між озерами Гурон і Ері носить назву «Західне Онтаріо», наприклад назви головних установ регіону — Університет Західного Онтаріо розташований в головному місті Лондон.

## Економіка
Південно-Західне Онтаріо — процвітаючий сільськогосподарський регіон, де вирощуються в основному тютюн, кукурудза, соя, озимна пшениця, ріпак і помідори. Тваринні й молочні ферми, розведення породистих коней і виноробство є важливою складовою сільського господарства регіону. Область має найлагідніший в Канаді клімат з найдовшим сільськогосподарським сезоном у країні. 

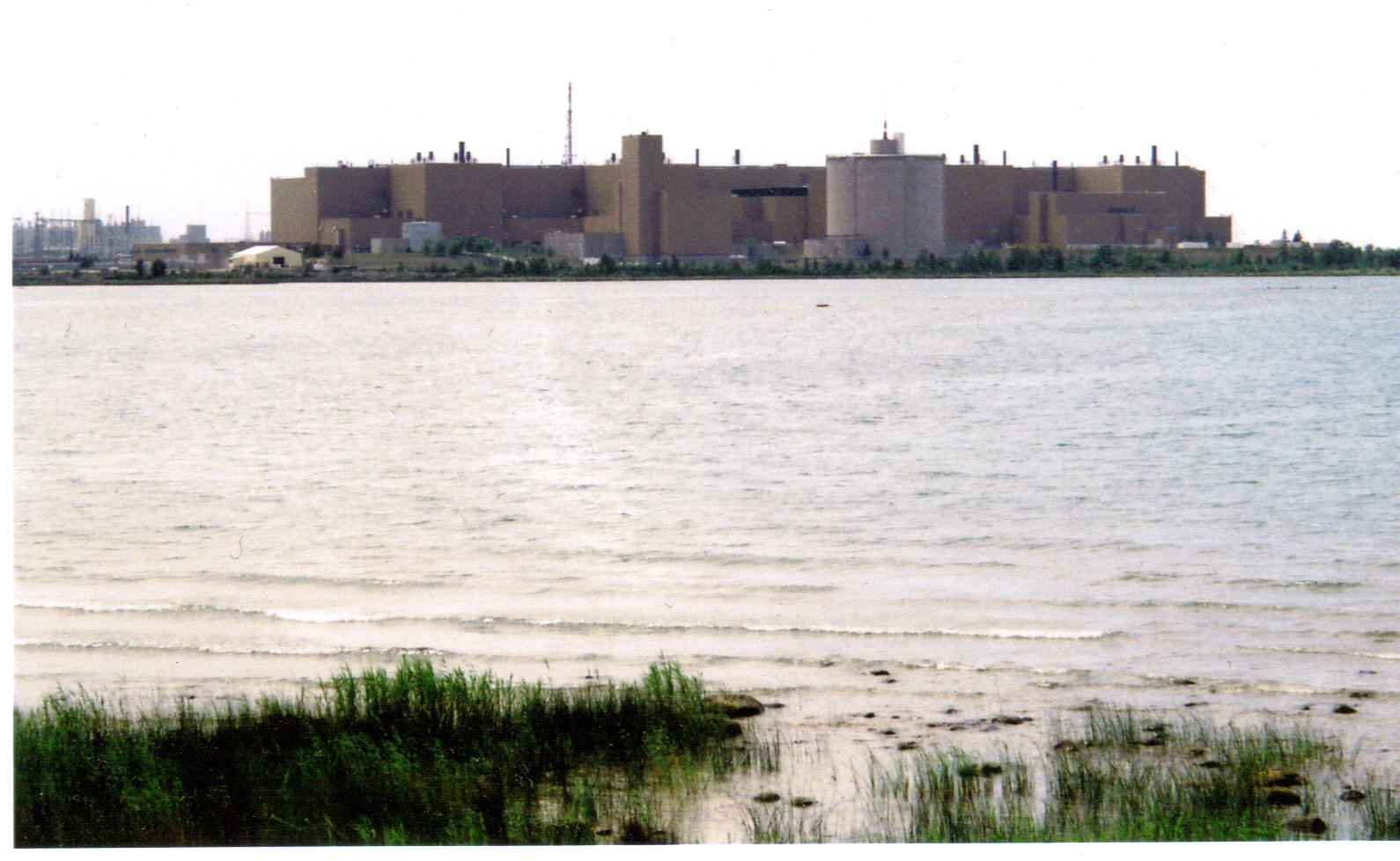
Ядерна електростанція Брюс.

Економіка регіону сильно пов'язана з економікою США, зокрема з економікою прикордонного штату Мічиган. Автомобільні заводи, сільське господарство і високі технології — це основні компоненти економіки регіону. Крім цього в регіоні проходять важливі транспортні лінії, які з'єднують Канаду зі східними штатами.

## Знаменитості
У Південно-Західному Онтаріо, в Порт-Гоуп проживала канадська письменниця Еліс Манро.